# Cantó de Trainhac
El cantó de Trainhac és un cantó francès del departament de la Corresa, situat al districte de Tula. Té 12 municipis i el cap és Trainhac.

## Municipis
- Afièu
- Chambaret
- L'Egleisa aus Bòscs
- La Cela
- Olonsac
- Madranjas
- Pairiçac
- Rilhac de Trainhac
- Sent Alari de las Corbas
- Sodena e la Vinadièra
- Trainhac
- Ves

## Història
| Data d'elecció                           | Identitat        | Partit           | Qualitat |
| ---------------------------------------- | ---------------- | ---------------- | -------- |
| 1973-1979                                | M. Chaumeil      | PCF              |          |
| 1979-                                    | Daniel Chasseing | RPR, després UMP |          |
| les dades anteriors no són pas conegudes |                  |                  |          |
|                                          |                  |                  |          |

| 1962  | 1968  | 1975  | 1982  | 1990  | 1999  | 2006  |
| ----- | ----- | ----- | ----- | ----- | ----- | ----- |
| 5.961 | 6.688 | 6.122 | 5.722 | 5.253 | 4.901 | 4.941 |